# Komorní Hůrka
Komorní Hůrka är en kulle i Tjeckien. Den ligger i den västra delen av landet, 150 km väster om huvudstaden Prag. Toppen på Komorní Hůrka är 460 meter över havet.
Terrängen runt Komorní Hůrka är huvudsakligen platt, men norrut är den kuperad. Runt Komorní Hůrka är det tätbefolkat, med 343 invånare per kvadratkilometer. Närmaste större samhälle är Cheb, 3,6 km sydost om Komorní Hůrka. I omgivningarna runt Komorní Hůrka växer i huvudsak blandskog.